# Fensimning

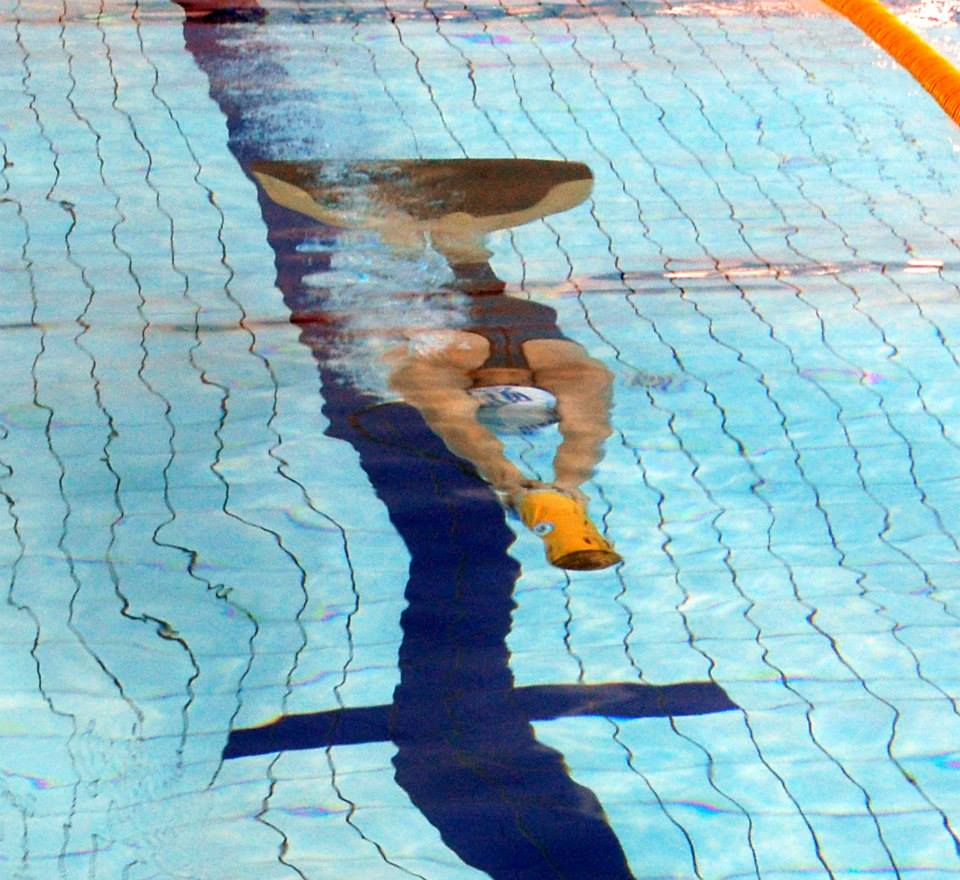

Fensimning är en undervattensport som består av fyra tekniker. Sporten involverar simning med användning av fenor, monofena eller bi-fenor. På vattenytan med en snorkel eller under vattnet med monofena, antingen genom att hålla andan eller använda dykutrustning under simningen. Det finns evenemang på distanser som liknar simtävlingar i både pool och öppet vatten. Tävlingar på världs- och kontinental nivå organiseras av Confédération mondiale des activités subaquatiques (CMAS). Sportens första världsmästerskap hölls 1976. Det har också presenterats på World Games som en trendidrott sedan 1981 och demonstrerades vid European Games 2015 i juni 2015.

## Ursprung och historia
Sporten utvecklades i Europa under 1930-talet. Luigi Ferraro, italiensk dykpionjär, organiserade den första fensimtävlingen i öppet vatten 1951.
Det första europeiska mästerskapet, som var ett multisportevenemang, hölls under titeln First European Championship of Subaquatics Technical i Angera, Italien i augusti 1967.
De världsmästerskapen hölls i Hannover, Tyskland under 1976 följt av införandet av sporten i World Games i Santa Clara, Kalifornien, USA under 1981. 1988 hölls det första mästerskapet för långdistans i Paris, Frankrike.

## Tävlanden
Tävlanden beskrivs inom de internationella reglerna som "simmare" snarare än som fensimmare eller dykare.

## Tävlingsklasser
Tävlingsgrenar är uppdelade i två klasser: pool och långdistans (även kallad öppet vatten).
En pool måste vara 50 m lång med 21 m bred och 1,8 m djup, dvs en simbassäng i olympisk storlek som är lämplig för att hålla simtävlingar för antingen de olympiska spelen eller FINA världsmästerskap. De internationella reglerna tillåter inte användning av pooler med 25 m längd (känd som kortbana) även om dessa används i regionala och nationella tävlingar.
Långdistanstävlingar inkluderar både hav och sjöar.

## Tekniker

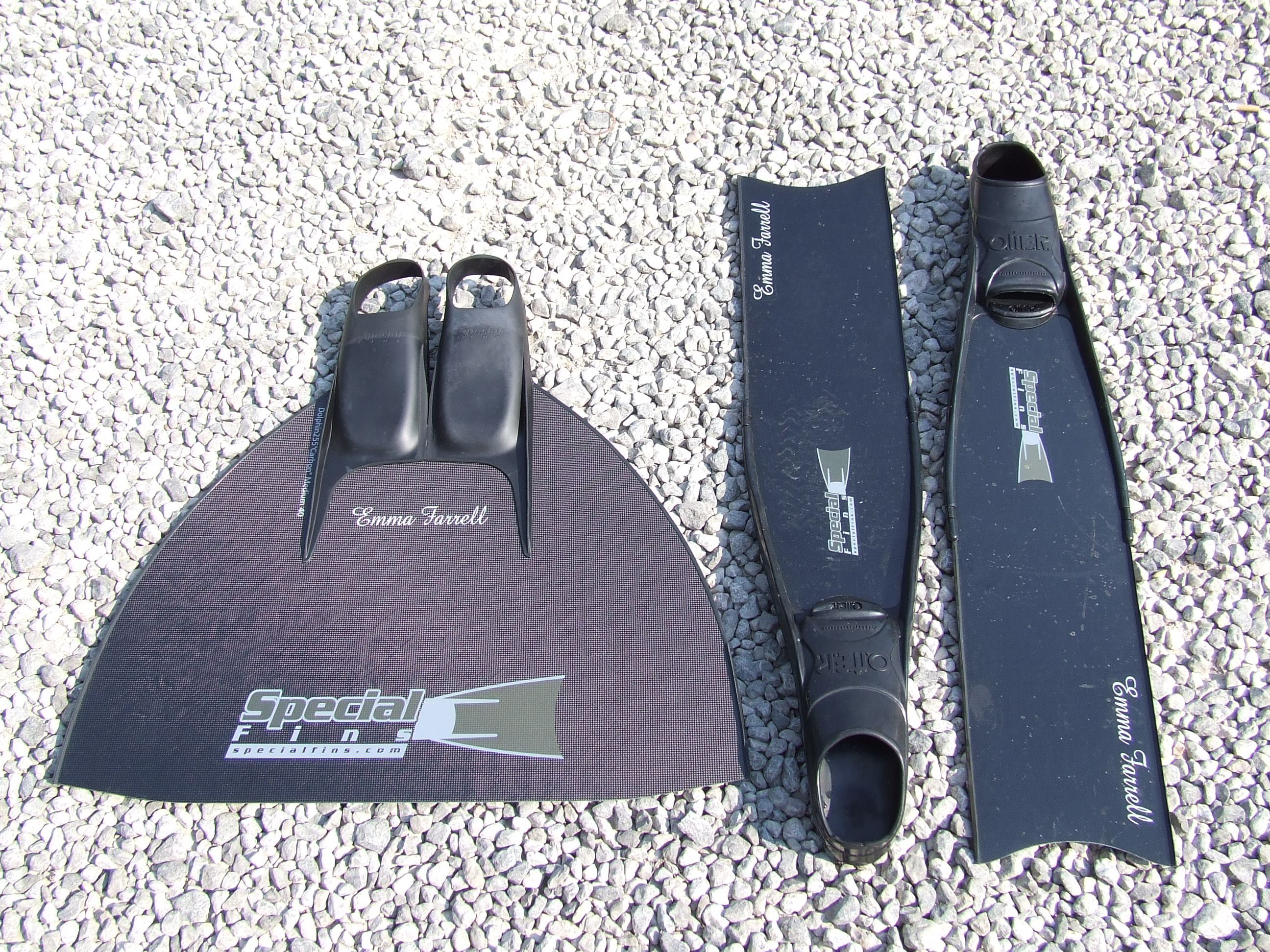
Monofena och Bi-fenor

### Fensiming på yta
I fensiming på yta (Surface finswimming, SF) simmar utövaren på ytan med mask, snorkel och fenor. De olika tävlingsdistanserna är 50, 100, 200, 400, 800, 1500, 4 × 100 stafett och 4 × 200 stafett (meter) i simbassänger och öppet vattnet. Simmare måste stanna kvar på vattenytan hela tiden under tävlingen, utom vid startar eller vid vändningar i slutet av en pool där en dykning på 15 m längd är tillåten.

### Apnea-fensimning
I apnea fensimning (AP) simmar utövaren under ytan i en pool med mask, fenor och håller andan. AP finns endast i 50 meter. Simmarens ansikte måste vara under vattnet under loppet, annars riskerar hen att diskvalificeras. AP-lopp genomförs inte i öppet vatten av säkerhetsskäl.

### Fensimning med andningsapparater
Fensimning med andningsapparater (IM, immersion) är simning under ytan med hjälp av mask, fenor och andningsapparater i en pool. Det finns inga krav på hur en andningsapparat bärs, men den kan inte bytas ut eller överges under ett lopp. IM-tävlingar hålls på distanser på 100 och 400 m. Simmarens ansikte måste vara under vattnet under loppet. IM-tävlingar genomförs inte i öppet vatten av säkerhetsskäl. Tidigare genomfördes IM-lopp upp till 1000 meter i öppet vatten.

### Bi-fenor

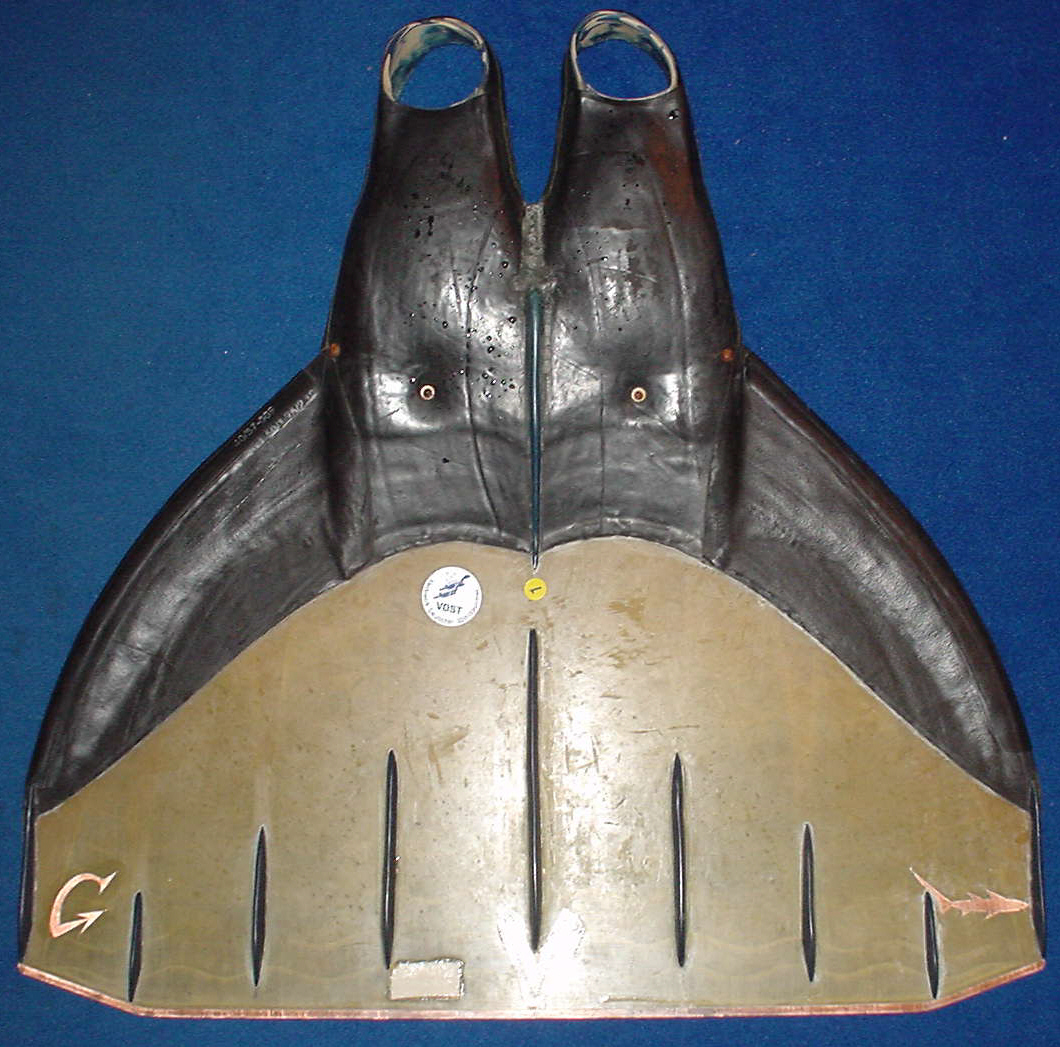
Monofena

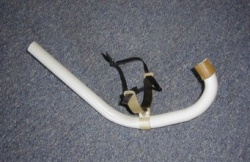
Snorkel

I grenen med bi-fenor (BF) simmar utövaren på ytan med mask, snorkel och ett par fenor. Simsättet är crawl. De olika tävlingsdistanserna är 50, 100 och 200 m i simbassänger och på öppet vatten exempelvis distanserna 4 km och 6 km. Simmare måste stanna kvar på ytan hela tiden under loppet, utom när hen startar eller vändningar i slutet av en pool där en dykning på 15 m längd är tillåten.

## Åldersklasser
| Åldersklass | Åldersklasskod | Åldersintervall | begränsningar |
| Senior      | EN             | 18 år +         | Inga begränsningar                                                                                                   |
| Junior      | B              | 16–17 år        | Inga begränsningar                                                                                                   |
| Junior      | C              | 14–15 år        | Maximal distans i öppet vatten är 8 km                                                                               |
| Junior      | D              | 12–13 år        | Maximal distans vid simning i öppen vatten är 6 km. Maximal AP-distans är 25 m                                       |
| Junior      | E              | mindre än 11 år | Nationella regler gäller för denna åldersgrupp eftersom det inte finns någon internationell tävling för denna grupp. |
| Master      | V0             | 25–34 år        | Inga begränsningar                                                                                                   |
| Master      | V1             | 35–44 år        | Inga begränsningar                                                                                                   |
| Master      | V2             | 45–54 år        | Inga begränsningar                                                                                                   |

## Tävlingar på internationell nivå

### CMAS-tävlingar
Från och med 2007 arrangerar CMAS fyra tävlingar på internationell nivå: världsmästerskap, kontinentalt mästerskap, världscupen och CMAS Junior Trophy.

#### Världsmästerskap
Världsmästerskapet hålls vartannat år på udda årtal för seniorer och jämna årtal för juniorsimmare. Pool-tävlingar hålls under fem dagar medan öppet vatten tävlingar hålls under högst tre dagar.

#### Världscupen
Detta är ett årligt evenemang som först hölls 2006 och består av minst tre omgångar inklusive en final. Tävlingar hålls i både pooler och öppet vatten.

#### CMAS Junior Trophy
Detta är ett årligt evenemangsbaserat evenemang för juniorlandslag för både manliga och kvinnliga simmare.

#### Kontinentalt mästerskap
Kontinentalt mästerskap genomförs på samma sätt som världsmästerskapen som kräver minst fem länder från varje kontinent som Afrika, Amerika, Asien, Europa och Oceanien enligt definitionen av Internationella olympiska kommittén (IOC). Kontinentalmästerskapen hålls vartannat år på udda årtal för seniorer och på jämna årtal för juniorsimmare.